# Morisset-Station
Morisset-Station est un hameau situé principalement dans le territoire de la municipalité de Saint-Benjamin, dans Les Etchemins, au Québec (Canada).

## Toponymie
Le lieu est nommé d'après Alfred Morisset, un médecin desservant le comté, élu député de Dorchester en 1904. Le nom Morisset sans la particule « Station » est rapidement fixé dans l'usage, comme en témoigne James White en 1916; l'ajout du suffixe contribue à distinguer l'agglomération ferroviaire du village de Saint-Benjamin.

## Géographie
Le hameau est situé aux confins de la municipalité de Saint-Benjamin, à la limite de Saint-Prosper. Il se trouve à environ 6 km au sud-est du village de Saint-Benjamin et à 15 km de Beauceville.
Le hameau est traversé par la rivière Famine et l'ancien chemin de fer Québec Central. Il compte environ 35 résidences qui sont reliées à un réseau égout sanitaire.

## Histoire
Le hameau doit son existence à la construction du chemin de fer Québec Central en 1909. Plusieurs habitations, des commerces et une école viennent s'établir autour de l'arrêt ferroviaire. Un bureau de poste est en opération de 1910 à 1970.
Une gare est finalement construite en 1912, de même qu'un hôtel. Ce dernier est agrandi dans les années 1960
Le magasin général Mathieu et Voyer ouvre en 1916. Il est par la suite racheté par Édouard Lacroix, puis par la famille Lamontagne, qui donne son nom à l'une des rues du hameau
La gare démolie en 1969,. Le service ferroviaire est interrompu en 1985. Il reprend brièvement au tournant des années 2000, mais est cessé indéfiniment en 2005.
L'école est abandonnée, puis, en 1981, elle est visée par un projet de rénovation et de coopérative d'habitation. Elle est finalement détruite.
L'ancien hôtel est détruit par un incendie en 2021.